# Karl Schall (Dichter)
Karl Leopold Anton Schall, auch Carl Schall (* 24. Februar 1780 in Breslau; † 18. August 1833 ebenda), war ein deutscher Lustspieldichter, Übersetzer und Journalist.

## Leben
Karl Schall wurde als Sohn eines wohlhabenden Kaufmanns geboren. Er bildete sich vornehmlich in den Schönen Künsten weiter und versuchte sich immer wieder in allen Gebieten der schreibenden Zunft. Finanziell anfangs relativ unabhängig, reiste er bis zur weitgehenden Erschöpfung seines Vermögens herum, um Erfahrungen zu sammeln und sich weiterzubilden. Zugleich galt er in jungen Jahren als einer der besten Balltänzer Breslaus, später in seiner Leibesfülle nach Shakespeares Falstaff als Breslaus „Sir John“, der mit seinem Scharfsinn und Witz alles treffend kommentierte. Von 1820 bis 1833 gab er täglich die (Neue) Breslauer Zeitung heraus, die neben politischer Berichterstattung und Theaterberichten ein Feuilleton aufwies, bei dem Schall auf Angehörige der Universität einging, auf Professoren wie Karl Ludwig Kannegießer, Henrich Steffens und Johann Heinrich Friedrich Karl Witte sowie auf begabte Studenten.
Mit dem Breslauer Schriftsteller Karl von Holtei sowie dem langjährigen dortigen Theaterkapellmeister und -pächter Gottlob Benedict Bierey war er eine Zeitlang befreundet, überwarf sich mit Letzterem aber ab 1824, so dass seine journalistischen Arbeiten zum Breslauer Theater nicht mehr als konstruktive Kritik zu betrachten waren.
Zusammen mit Max Habicht und Friedrich Heinrich von der Hagen übersetzte er die französische Ausgabe der arabischen Erzählungen Tausendundeine Nacht ins Deutsche, eine Ausgabe, für die Moritz von Schwind Vignetten entwarf. Beliebt waren Schalls Vorlesungen über bekannte Dichter, deren Werke er in diesem Rahmen auch erläuterte. Schall war 1823 Gründungsmitglied der Breslauer Liedertafel sowie führender Kopf der sogenannten „Mannschaft“, einer Gruppe von Breslauer Literaten (Holtei, Kannegießer, Witte) und Künstlern (Höcker, Liebermann, Karl Schwindt), unter ihnen zeitweilig auch Eugen von Vaerst und Franz von Schober. Zudem war er Mitglied einer Breslauer Freimaurerloge.
Schalls Lustspiele hatten auch über Breslau hinaus Erfolg.

## Werke (Auswahl)
- Das Sonett
- Mehr Glück als Verstand
- Das Heiligthum
- Der Kuß und die Ohrfeige
- Theatersucht
- Trau, schau, wem?
- Die unterbrochene Whistpartie
- Der Knopf am Flausrock
- Schwert und Spindel

Herausgabe: „(Neue) Breslauer Zeitung“, „Deutsche Blätter für Poesie, Litteratur, Kunst und Theater“ (mit Karl von Holtei und Friedrich Barth, erschienen von Januar bis Dezember 1823) und andere.